# When Legends Rise (singel)
When Legends Rise – utwór amerykańskiego zespołu muzycznego Godsmack, będący drugim singlem z siódmego albumu studyjnego zespołu, zatytułowanego tak samo jak utwór. Został wydany w formacie digital download 18 września 2018 roku nakładem BMG i Spinefarm Records.

## Geneza i znaczenie tekstu
W udzielonym w kwietniu 2018 roku dla tygodnika Billboard wywiadzie Sully Erna, wokalista i lider zespołu Godsmack, stwierdził, że niniejszy utwór wraz z 11 innymi z albumu When Legends Rise wywodzi się z poczucia odrodzenia i odkrycia na nowo – zarówno osobistego, jak i muzycznego – w okresie przejściowym od wydania albumu 1000hp w 2014 roku. Z kolei w rozmowie z serwisem Noisecreep Erna wyjaśnił, że napisanie utworu „When Legends Rise” pomogło zdefiniować cały album: 

Miałem pewne trudności przy znalezieniu treści dla nowego kierunku, w którym zamierzałem pisać, ale kiedy napisałem „Legends”, to jego zawartość faktycznie stała się tematem przewodnim, który przewija się przez cały album”.

{{Cytat}} Nieprawidłowe/puste pola: "styl".

W wywiadzie dla stacji radiowej WRIF z Detroit wokalista, oprócz poinformowania, że tytuł utworu został użyty jako tytuł całego albumu, doprecyzował, że temat przewodni utworu „When Legends Rise” i reszty albumu dotyczy jego osobistych doświadczeń sprzed kilku lat, kiedy to „przeszedł prawdziwą transformację, kiedy wyeliminował wiele osób i negatywnych rzeczy ze swojego życia, które były w nim ze złych powodów, i to po prostu otworzyło puszkę Pandory, aby mógł wypłukać wszystko, co było trochę negatywne i odbudować”. Zgodnie z jego słowami: 

I „Legends” jest o tym – chodzi po prostu o coś w rodzaju spalenia tego do fundamentów i odbudowania krok po kroku oraz sięgnięcia do swojego wnętrza, żeby znaleźć wewnętrzną siłę w celu wzniesienia się ponad to. Więc cały temat, który przewija się przez płytę, jest mniej więcej w tym stylu, po prostu odnosi się do odrodzenia.

{{Cytat}} Nieprawidłowe/puste pola: "styl".

## Odbiór krytyczny
Jay H. Gorania z serwisu Blabbermouth.net stwierdził, że w utworze „kipiący ruch Larkina [perkusisty Godsmacka] wokół tom-tomów ułatwia poczucie budowania pędu przez zwrotki, które osiągają punkt uwolnienia w refrenie. Podczas gdy punkt docelowy zapewnia pewne poczucie satysfakcji, refreny tutaj, podobnie jak i sekcje refrenów na całym albumie, wydają się być w najlepszym razie pobieżne, w najgorszym zaś brzmią schematycznie i jak pochodna homogenicznego refrenu w formacie active rock radio”. Z kolei Chad Childers z czasopisma elektronicznego Loudwire podkreślił, że utwór „pulsuje witalnością i dostarcza hymnicznego, swego rodzaju oświadczenia misji dla zespołu”.

## Teledysk
Teledysk do utworu opublikowany został 11 stycznia 2019 roku, a za jego reżyserię odpowiadali Sully Erna i Paris Visone. Klip pokazuje występ na żywo zespołu Godsmack przeplatany fragmentami kluczowych momentów w najnowszej historii futbolu amerykańskiego. Konkluzję teledysku stanowi wzniesienie trofeum Super Bowl przez drużynę New England Patriots. W późniejszym oświadczeniu wydanym przez zespół ujawniono, że teledysk jest efektem trwającej trzy miesiące bezpośredniej współpracy Erny z NFL.

## Wykorzystanie utworu
Utwór „When Legends Rise” dodano jako DLC do wydanej w 2015 roku konsolowej gry muzycznej Rock Band 4.
Utwór został wykorzystany przez wrestlingową organizację WWE jako motyw muzyczny zorganizowanych w Arabii Saudyjskiej gal pay-per-view WWE Greatest Royal Rumble z 2018 roku, Crown Jewel z 2019 roku i Super ShowDown z 2020 roku.

## Notowania na listach przebojów
| Lista (2018–2019)                                            | Pozycja |
| ------------------------------------------------------------ | ------- |
| Stany Zjednoczone (Hot Rock & Alternative Songs (Billboard)) | 13      |
| Stany Zjednoczone (Rock & Alternative Airplay (Billboard))   | 10      |

| Lista (2019)                                   | Pozycja |
| ---------------------------------------------- | ------- |
| USA (Hot Rock & Alternative Songs (Billboard)) | 77      |
| USA (Rock & Alternative Airplay (Billboard))   | 50      |

## Certyfikaty
| Region                   | Certyfikat |
| ------------------------ | ---------- |
| Stany Zjednoczone (RIAA) | złoto      |